# Lacrost
Lacrost – miejscowość i gmina we Francji, w regionie Burgundia-Franche-Comté, w departamencie Saona i Loara.
Według danych na rok 1990 gminę zamieszkiwały 594 osoby, a gęstość zaludnienia wynosiła 56 osób/km² (wśród 2044 gmin Burgundii Lacrost plasuje się na 393. miejscu pod względem liczby ludności, natomiast pod względem powierzchni na miejscu 888.).